# Aligot blanc
L'aligot blanc (Pseudastur albicollis) és una espècie d'ocell de la família dels accipítrids (Accipitridae). Habita medis forestals de la zona Neotropical, des d'Oaxaca i Veracruz, cap al sud, per Amèrica Central, est de Colòmbia, Veneçuela, Trinitat i Guaiana, fins a l'est de l'Equador, del Perú i de Bolívia, i el Brasil amazònic. El seu estat de conservació es considera de risc mínim.